# Militärkommando Niederösterreich
Das Militärkommando Niederösterreich (MilKdo NÖ) ist eine Dienststelle des territorialen Leistungsbereiches und der  Direktion 1 unmittelbar nachgeordnet.
Im Auftrag der Direktion 1 nimmt das MilKdo NÖ auch Aufgaben der taktischen Führungsebene wahr. Zu diesem Zweck werden dem MilKdo NÖ wenn erforderlich Truppen für die Dauer einer Assistenz unterstellt. Unter ständigem Befehl des MilKdo NÖ stehen ca. 290 Berufssoldaten sowie ca. 390 Grundwehrdiener und ca. 540 Zivilbedienstete.

## Kernkompetenzen
- Wahrnehmung aller Aufgaben der zivil-militärischen Zusammenarbeit in Niederösterreich.
- Territoriale Unterstützung in allen erforderlichen Bereichen für alle dauernd oder vorübergehend im Befehlsbereich befindlichen in- und ausländischen Truppen und Dienststellen.
- Sicherstellung des Betriebes der militärischen Infrastruktur.
- Führung von Assistenzeinsätzen in den Anlassfällen nach § 2 Abs. 1 lit b und lit c Wehrgesetz 2001, sofern dies nicht von der Direktion 1 direkt wahrgenommen oder anders bestimmt wird.
- Wahrnehmung der Mobilmachungsverantwortlichkeit für die zugewiesenen strukturierten und nicht strukturierten Mobilmachungsanteile.
- Wahrnehmung aller wehrrechtlichen Aufgaben erster Instanz, sofern gesetzlich nicht anders bestimmt.
- Führung und Versorgung der unterstellten Dienststellen.
- Wahrnehmung von Repräsentationsaufgaben.
- Militärbehörde

## Geschichte
Das Militärkommando Niederösterreich wurde am 1. Januar 1960 zeitgleich mit Militärkommandos in allen Bundesländern Österreichs eingerichtet, zunächst in Wien, dem Sitz der Landesregierung. Es war für verschiedene Aufgaben verantwortlich, darunter die Verwaltung von Kasernen, Sanitätseinrichtungen, Grenzschutztruppen und dem Truppenübungsplatz-Kommando Allentsteig. Zudem übernahm es repräsentative Funktionen, die Zusammenarbeit mit Behörden sowie die soziale, kulturelle und seelsorgerische Betreuung der Soldaten.
Bis 1966 unterstützte der Militärkommandant bei der personellen und materiellen Ergänzung der Truppen, bevor das Ergänzungskommando vollständig unter das Militärkommando gestellt wurde.
Bereits ab 1960 richtete das Ergänzungskommando Niederösterreich eine Außenstelle in St. Pölten ein. Am 11. September 1964 wurde das Ergänzungskommando nach St. Pölten verlegt, was als Vorbereitung für die spätere Verlegung des gesamten Militärkommandos Niederösterreich gewertet wurde. Die formelle Anordnung zur Einrichtung des Militärkommandos in St. Pölten datiert auf den 1. Juli 1968, jedoch fand der Umzug am 23. März 1968 statt. 

## Militärkommandanten
- Brigadier Ignaz Reichel 1963–1968
- Brigadier Franz Zejdlik 1968–1971
- Brigadier Herbert Müller-Elblein 1972–1976
- Divisionär Ernst Maerker 1976–1986
- Divisionär Gerald Propst 1987–1992
- Divisionär Kurt Pirker 1992–1999
- Divisionär Walter Mayer 1999
- Generalmajor Johann Culik 1999–2011
- Brigadier Rudolf Striedinger 2011–2016
- Brigadier Martin Jawurek 2016–2022
- Oberst Michael Lippert (mit der Führung beauftragt) 2022–2024
- Brigadier Georg Härtinger 2024–